# Mario Faticoni

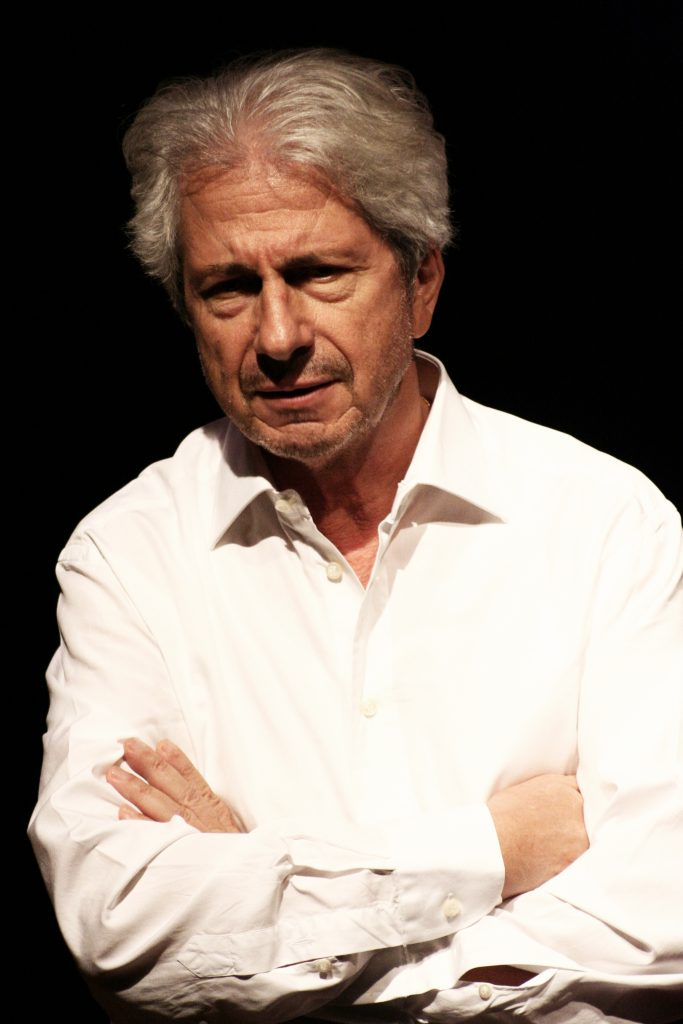
L'attore Mario Faticoni ritratto da Michela Atzeni nel 2006

Mario Faticoni (Verona, 16 settembre 1937) è un attore e scrittore italiano.

## Biografia
Dopo la maturità classica si iscrive in Giurisprudenza, dove nel 1959 fonda il Centro Universitario Teatrale. Fonda nel 1968 la Cooperativa Teatro di Sardegna (oggi Teatro Stabile della Sardegna). Mario Faticoni è protagonista dei principali spettacoli della Compagnia.
Tra essi sono da citare Su Connottu, Funtana Ruja, Storia dello Zoo di Albee e L'Ultimo nastro di Krapp, che riscuotono un importante successo di pubblico e critica e vengono portati in tournée, oltre che in numerosi comuni della Sardegna, anche in numerosi teatri nazionali.
Nel 1982 fonda la nuova compagnia Il Crogiuolo, che trova sede presso il Teatro dell'Arco di Cagliari, nei locali del complesso gesuitico di San Michele in Stampace.
Il 18 dicembre 1984 debutta in prima nazionale come protagonista de La serra, spettacolo scritto da Harold Pinter che riscuote un buon successo nella Tournée italiana.
Nel novembre del 1987 presenta presso il Teatro dell'Arco la prima nazionale di Dialogo, spettacolo diretto da Luca Coppola e tratto da un testo di Natalia Ginzburg. Nella stagione 1987-88 tale spettacolo, che vede Faticoni come attore protagonista al fianco di Carla Chiarelli, viene portato in tournée nei principali teatri italiani, ricevendo numerose critiche positive. L'anno seguente è la volta di Sculacciando la cameriera, tratto da una novella di Robert Coover. Interpreta il capitano Zavattari nell'audiolibro Un anno sull'Altipiano di Emilio Lussu, edito da Emons Audiolibri e diretto da Daniele Monachella.

## Teatrografia parziale

Mario Faticoni a teatro nel 1987

### Attore
- Quelli dalle labbra bianche, Cooperativa Teatro di Sardegna, 1972
- Su Connottu, Cooperativa Teatro di Sardegna, 1975
- Funtana Ruja, Cooperativa Teatro di Sardegna, 1980
- Storia dello zoo di Albee, Cooperativa Teatro di Sardegna, 1981
- L'ultimo nastro di Krapp, Cooperativa Teatro di Saardegna, 1981
- La serra, Il Crogiuolo, 1984
- Dialogo, Il Crogiuolo, 1987
- Sculacciando la cameriera, Il Crogiuolo, 1988

### Regista
- In alto mare, Cooperativa Teatro di Sardegna, 1970
- Primo esercizio..., Il Crogiuolo, 1981
- La terra che non ride, Il Crogiuolo, 1982
- Strano gioco in verità, Il Crogiuolo, 1991
- Se quel guerrier io fossi, Il Crogiuolo, 1992
- Suono di pietra, Il Crogiuolo, 1992
- Borgo estatico, Il Crogiuolo, 1995
- Lasciami cantare una canzone, Il Crogiuolo, 1996
- Gene mangia gene, Il Crogiuolo, 2001
- Ribelli. Stazioni sceniche dello stare fuori, Il Crogiuolo, 2003
- La dama di cuori, Il Crogiuolo, 2005

## Filmografia

### Cinema
- Una casa sotto il cielo, regia di Roberto Locci
- Il figlio di Bakunin, regia di Gianfranco Cabiddu

### Televisione
- Andelas, Rai 3, regia di Giovanni Columbu